# Erwin Deyhle
Erwin Heinrich Christian Deyhle (* 19. Januar 1914 in Stuttgart; † 28. November 1989), auch „Barcelona-Sepp“ genannt, war ein deutscher Fußballtorwart, der für die A-Nationalmannschaft ein Länderspiel bestritten hatte.

## Karriere

### Vereine
Deyhle begann elfjährig in der Jugendabteilung der Stuttgarter Kickers mit dem Fußballspielen. Bevor er bis 1937 für die SV 1898 Feuerbach aktiv war, spielte er für den SV Prag Stuttgart, einem im Stadtteil Auf der Prag ansässigen Sportverein. Von 1937 bis 1945 spielte er für die Stuttgarter Kickers unterbrochen von der Saison 1939/40, als er für den SV Waldhof Mannheim aktiv war. In dieser Zeit wurde er für die Stuttgarter Kickers in 13 Spielen um die deutsche Meisterschaft und für den SV Waldhof Mannheim in zwei Spielen um den Tschammerpokal eingesetzt.
In der unmittelbar nach dem Ende des Zweiten Weltkrieges neugeschaffenen Oberliga Süd, als seinerzeit höchste deutsche Spielklasse, kam er ab der Saison 1945/46 bis zur Saison 1949/50 nur sporadisch und wechselnd sowohl für die Stuttgarter Kickers als auch für den VfB Stuttgart zu Punktspielen. Für die Spielzeiten 1947/48 und 1949/50 sind acht für die Stuttgarter Kickers und für die Saison 1948/49 zwei Oberligaspiele für den VfB Stuttgart dokumentiert. Seine aktive Fußballer-Karriere ließ er in der Saison 1950/51 beim TSV Waldenbuch, einem Mehrspartenverein aus dem gleichnamigen Ort im Landkreis Böblingen, bzw. 1951/52 als Spielertrainer beim FSV 08 Bissingen im württembergischen Bietigheim-Bissingen, ausklingen.

### Nationalmannschaft
Sein einziges Länderspiel bestritt er für die A-Nationalmannschaft am 29. Juni 1939 in Tallinn beim 2:0-Sieg gegen die Auswahl Estlands.

## Sonstiges
Deyhle trat zum 15. Februar 1935 der SS bei (SS-Nummer 294.835), nach eigenen Angaben verließ er die Organisation im November 1938.
Den Spitznamen „Barcelona-Sepp“ erhielt er, nachdem er als Torwart der Stuttgarter Stadtauswahl im Spiel gegen die Stadtelf von Barcelona dem damaligen spanischen Wundertorwart Ricardo Zamora die Schau stahl.
Nach Beendigung seiner aktiven Laufbahn trainierte Deyhle in der Saison 1953/54 den FC Leonberg.